# Nữ thần sông

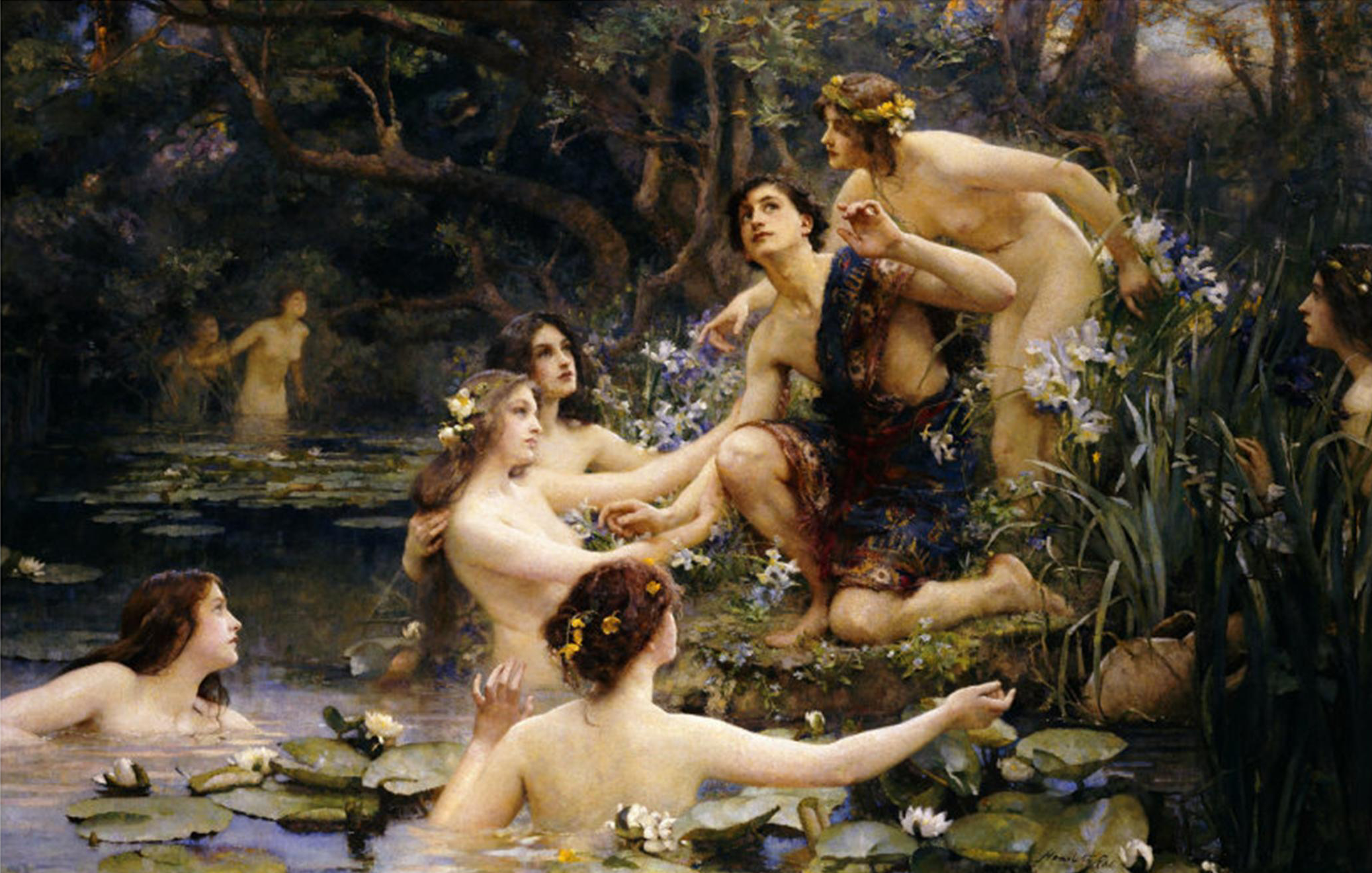
Các nữ thần sông.

Nữ thần sông (tiếng Anh: potamide, cũng được gọi là potameide (tiếng Hy Lạp cổ đại: ΠοταμηΓδες)) là một loại nữ thần nước trong thần thoại Hy Lạp–La Mã. Họ được xếp vào một lớp nữ thần nước ngọt được gọi là naiad và do đó thuộc về nhóm ngự trị sông suối.